# Kappa Cygnidy

Kappa Cygnidy na hvězdné mapě

Kappa Cygnidy (zkráceně KCG) jsou menší meteorický roj, aktivní v období od června do září, přičemž jeho maximum nastává kolem 13. srpna. Tento roj je často pozorován společně s větším meteorickým rojem Perseid. Radiant roje se nachází v souhvězdí Labutě (Cygnus), poblíž hvězdy Kappa Cygni.

## Charakteristika
Kappa Cygnidy jsou známé svou nepravidelností. Neobjevují se každý rok, ale přibližně jednou za 7 let. Aktivita tohoto roje je poměrně nízká, s zenitovou hodinovou frekvencí (ZHR) kolem 3 meteorů za hodinu. Občas jsou však pozorovány jasné bolidy s vícenásobnými záblesky.
Radiant roje se během června nachází v oblasti oblohy přímo naproti Slunci (tzv. antihelionová oblast). V červenci se pak přesouvá do oblasti souhvězdí Labutě. Počátkem srpna se radiant nachází západně od hvězdy Vega, přičemž jeho poloha je podlouhlá ve směru sever-jih. V pozdním srpnu se posouvá dále na východ.

## Možný původ
Planetka 2008 ED69 má vhodné orbitální parametry k vysvětlení původu roje Kappa Cygnid. Předpokládá se, že roj a planetka jsou pozůstatky fragmentace většího tělesa, ke které došlo někdy mezi 4000 a 1600 př. n. l. Průchod proudu blízko Venuše naznačuje možnost významného meteorického roje na této planetě.

## Historie pozorování
Kappa Cygnidy byly pozorovány nepravidelně v několika letech, například v letech 1879, 1893, 1950, 1978, 1985, 1993, 1999, 2007 a 2021. Maximum roje nastává kolem 13. srpna a ZHR se pohybuje kolem 3 meteorů za hodinu.

## Pozorování v roce 2021
Rok 2021 přinesl neobvykle vysokou aktivitu roje Kappa Cygnid. Bylo zaznamenáno zvýšení počtu jasných bolidů, což roji přineslo značnou pozornost.